# Sebastian Brauneis

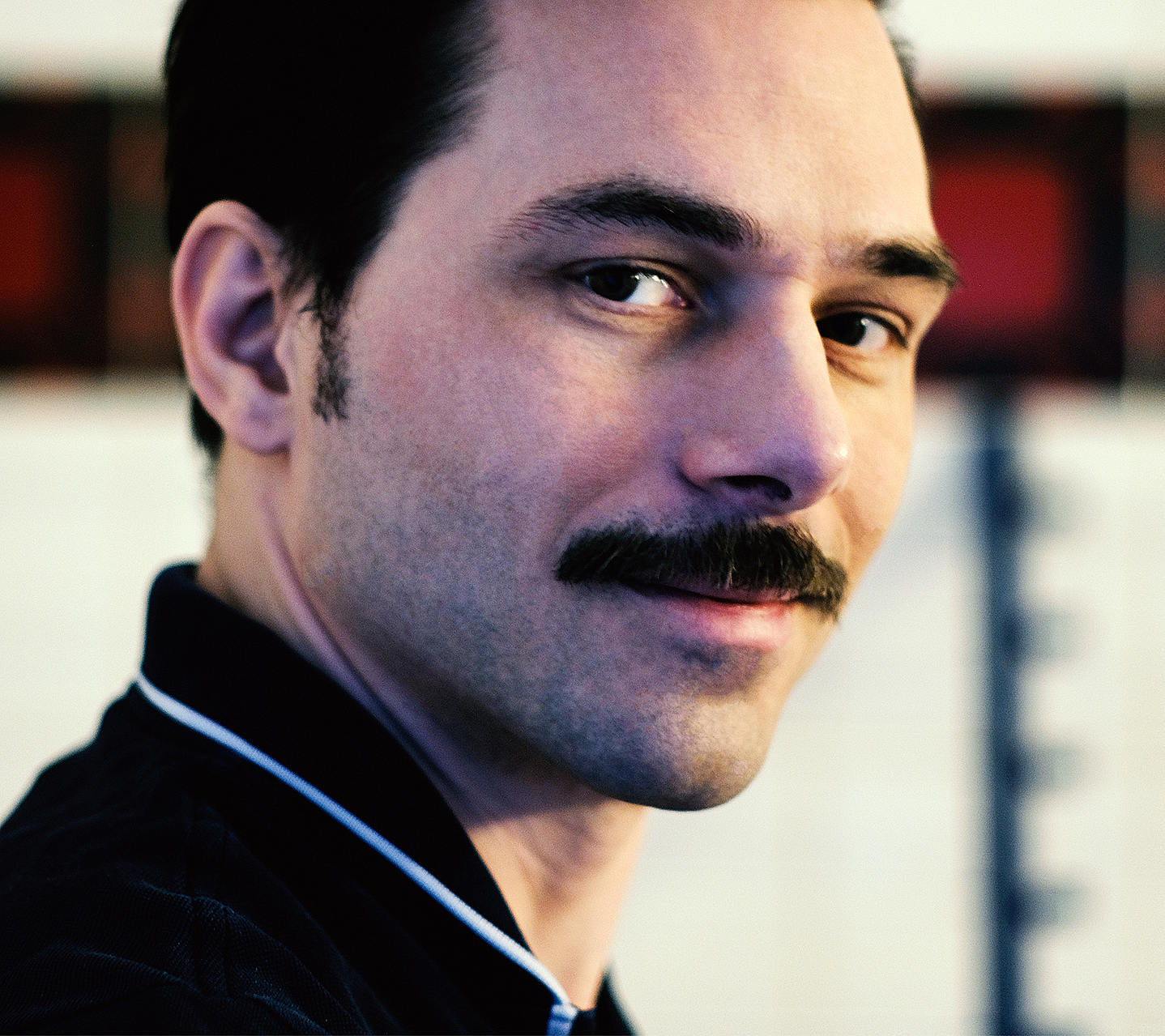
Sebastian Brauneis

Sebastian Carl Brauneis (* 1978 in Wien) ist ein österreichischer Regisseur, Autor und ehemaliger Lehrbeauftragter am Max Reinhardt Seminar.

## Leben
Sebastian Brauneis wuchs als ältestes von sechs Geschwistern in mehreren Staaten des Warschauer Pakts und schließlich in Wien auf. Sein Vater war der Kriegsberichterstatter und Kameramann Carl Brauneis.
In Wien studierte er Filmwissenschaften und Medizin. Seit den späten 1990er Jahren ist er als DJ tätig. Im Jahre 1999 folgte sein erstes Engagement bei dem unabhängigen Wiener TV-Kanal TIV. Zusammen mit Wolfgang Kopper produzierte, gestaltete und moderierte Brauneis 15 Monate lang die Sendung Schwerpunkt Allgemeines.
Ab 2002 führte er beim ORF in mehr als 40 Episoden die Regie für Sendung ohne Namen.
Er war DJ und Conférencier in Wiener Clubs und Bars wie Flex, Chelsea, Steins Diner oder Roxy.
Ab 2007 arbeitete Sebastian Brauneis als Gestalter mit Christoph Grissemann und Dirk Stermann für deren Late-Night-Show Willkommen Österreich.
Im Frühjahr 2012 folgte mit der Regie für Demokratie. Die Show ein weiteres Late-Night-Format. Ebenfalls 2012 brachte er die Show Liebes Tagebuch nach einem Originalformat von Diana Köhle im ORF on Air.
Mit Bösterreich erschien 2014 die erste Fernsehserie unter seiner Regie. In der Produktion der Superfilm spielten in diversen Doppelbesetzungen Nicholas Ofczarek und Robert Palfrader die Hauptrollen. Die schwarze Komödie bezeichnet sich selbst als „humorvolles Sightseeing in den emotionalen Hinterhöfen einer Insel der Seligen im Herzen Europas“. Die bislang einzige Staffel wurde im ORF ausgestrahlt.
Im Oktober 2014 inszenierte Sebastian Brauneis im Rahmen der Werk-X-Eröffnung mit der Reise durch den Arsch der Welt eine Bustour durch Meidling. 2017 begann er die Arbeit an seinem ersten Kinospielfilm Zauberer nach einer Kurzgeschichte von Clemens Setz. Mit Setz gemeinsam schrieb Brauneis auch das Drehbuch zu diesem Film. 2018 feierte Zauberer beim Max Ophüls Preis in Saarbrücken seine Weltpremiere.
Im Sommer 2019 begann er die Dreharbeiten von 3freunde2feinde. Die von Brauneis produzierte Komödie feierte 2020 bei der Diagonale in Graz ihre Premiere.
Im Pandemiesommer 2020 drehte Brauneis mit vielen Mitarbeitern – die schon bei 3freunde2feinde dabei waren – den nächsten Spielfilm. Das Melodram 1 Verabredung im Herbst wurde 2020 in Wien und Graz realisiert. Viele der Schauspieler waren schon in die Herstellung von 3freunde2feinde involviert wie Lukas Watzl, Marlene Hauser, Christoph Kohlbacher, Noah Perktold, Michaela Schausberger, Julia Franz Richter, Felix Rank oder Christoph Radakovits.
Im Jahre 2023 gestaltete er den Spielfilm Die Vermieterin.
Im Winter 2024 begann er mit den Dreharbeiten für den Film AMS, ein Film über die "unerbittlichen bürokratischen Fänge" des österreichischen Arbeitsmarktservice.

## Auszeichnungen (Auswahl)
- 2018: Thomas-Pluch-Drehbuchpreis – Spezialpreis der Jury für Zauberer[6]
- 2018: 6th UNDERGROUND FILMFEST – Preis Bester Film für Zauberer
- 2019: 6th FANTASTIC FILM FESTIVAL GALACTICAT – Preis Bester Film für Zauberer
- 2021: 9th Filmfestival Kitzbühel – Preis Beste Produktion für 3freunde2feinde

## Filmografie
- 2005: Sunshine Airlines (TV-Show)
- 2007: Willkommen Österreich (TV-Show)
- 2008: Cien w futrach (Kurzfilm)
- 2012: Sendung ohne Namen (TV-Show)
- 2012: Willkommen Baku (TV-Show)
- 2014: Bösterreich (TV-Serie)
- 2014: „Liebes Tagebuch, …“ (TV-Show)
- 2018: Zauberer (Spielfilm)
- 2020: 3freunde2feinde (Spielfilm)
- 2021: 1 Verabredung im Herbst (Spielfilm)
- 2022: Polizeiruf 110: Das Licht, das die Toten sehen
- 2023: Die Vermieterin (Spielfilm)[7][8]